# Карл Велики
Карл Велики (на латински: Carolus Magnus, Karolus Magnus; на френски: Charlemagne; на немски: Karl der Große; * вероятно на 2 април 747 или 748; † 28 януари 814 в Аахен) от фамилията на Каролингите е от 9 октомври 768 г. крал на Франкското кралство и от 25 декември 800 г. римски император до 814 г.
Той разширява франкските владения в Западна и Централна Европа, а на 25 декември 800 г., след като завладява Северна Италия, е коронован от папа Лъв III за пръв император на Свещената Римска империя.
Освен с териториалното разширение и административната организация на новосъздадената Франкска империя, управлението на Карл Велики се свързва и с възраждането на изкуствата, религията и културата, известно като Каролингски Ренесанс.
В днешни дни, Карл Велики е смятан не само за създател на френската и германската монархия, но и за Pater Europae („Баща на Европа“) – империята му обединява по-голямата част от Западна Европа за първи път от времето на римляните, а Каролингският Ренесанс насърчава формирането на обща европейска идентичност.
Успехите на Карл Велики се основават предимно на забележителната му способност да печели лоялността на поданиците си, независимо от мястото им в обществото. Той разширява системата на васалитета, наследена от майордомите, като прави свои лични васали всички, които упражняват висша власт. Според английския историк на изкуството Кенет Кларк: „Карл Велики е първият човек на действието, появил се от мрака на средновековието след падането на Римската империя“.

## Общи сведения

### Физическа характеристика
Макар че няма описание на Карл Велики от негово време, външният му вид е известен от доброто изложение на Айнхард, автор на биографията „Животът на Карл Велики“, писана след смъртта му. Айнхард описва в глава двадесет и втора:
| „ | Карл имаше широко и здраво телосложение, висок ръст, но не преминаващ обикновения: известно беше, че неговият ръст беше не повече от седем стъпала. Главата му беше кръгла, очите твърде големи и живи, носът му малко по-голям от среден, красива брада, лице привлекателно, приятно и весело. Всичко това съдействаше за увеличаване на неговото обаяние и достойнството на фигурата му, независимо от това дали седеше или беше прав... | “ |

Физическият портрет на императора, предоставен от Айнхард, се потвърждава и от изображения от негово време като монети и 20-сантиметрова бронзова статуя, съхранявана в Лувъра. През 1861 г., гробницата на Карл Велики е отворена от учени, които реконструират скелета и изчисляват ръста му на 190 сантиметра. По-съвременно изследване, базирано на размерите на тибията, дава височина 1,84 м. Това го поставя сред най-високите хора на съвремието му, при положение че средната височина тогава е 1,69 м. Ширината на костта предполага, че в телосложение е бил строен, но не и як.
За Карл е известно, че е бил русокос, висок и величествен, с непропорционално дебел врат. Римската традиция на реалистична портретна живопис е в пълно забвение по негово време и отделните черти са размити в иконни стереотипи – императорът, като идеален владетел, е трябвало да се изобразява по съответния начин. Образите на възкачването на престола на Карл Велики, Божия представител на Земята, са по-близки по величавостта си до иконите на Христос, отколкото до съвременните (или античните) представи за портретна живопис. Императорът, в по-късните му изображения (както в портрета на Албрехт Дюрер), често е рисуван с дълга руса коса, поради погрешното разбиране на Айнхард, който описва Карл Велики като имащ canitie pulchra („красива бяла коса“), което е било тълкувано в много преводи като „русокос“ или „светлокос“.

### Език
Родният език на Карл Велики безспорно е под формата на германски диалект, но спецификата му все още е въпрос на спорове. Това вероятно е диалект на рипуарските франки, но мненията на лингвистите се разминават относно идентичността и хронологията му. Някои дори твърдят, че той не е говорил на старофранкски. Старофранкският език преминава в своя наследник, долнофранконския, който по-късно ще доведе до появата на нидерландския език и на съвременните германски диалекти в Северен Райнланд, в днешно време наречени рипуарски. Друг важен източник са заемките в старофренския. Като цяло лингвистите имат твърде малко информация за старофранкския език, тъй като са известни предимно фрази и думи от сборниците закони на основните франкски племена (салическите и рипуарските франки), които са написани на латински, примесен с германски елементи. Франконският език е заменен с форма на старогорнонемския в района, включващ днешните Южен Райнланд, Палатинат Южен Хесен и северните части на провинции Баден-Вюртемберг и Бавария. Настоящата нидерландска езикова област, заедно със съвременните рипуарски райони в Северен Рейн, са запазили езикова форма на франконския, наречена стародолнофранконски или старонидерландски език.
Месторождението на Карл Велики не улеснява определянето на родния му език. Повечето историци изразяват съгласие, че е роден около Лиеж като баща си, но някои смятат, че е роден във или около Аахен, на 50 км оттам. По негово време това е район със значително езиково разнообразие – към 750 г. в самия Лиеж се говори на староизточно долнофранконски (както и в северните и северозападните околности), на изток и в Аахен – на близкия до него рипуарски старофранконски, и на юг и югозапад от града – на галоромански (предшественик на валонския диалект на старофренския).
Имената, които Карл дава на децата си, биха могли да бъдат индикатор за езика, на който е говорил, тъй като всичките му дъщери получават имена на старогорнонемски.
Императорът също говори латински „и се изразява на него като на роден език“ и разбира малко гръцки: Grecam melius Vero intellegere quam poterat pronuntiare („Можеше повече да разбира, отколкото да говори“). Според ирландски източник от 15 век, Карл говори и арабски. В Gabhaltais Shearluis Mhoir („Завоевания на Карл Велики“) пише:
| „ | Когато Ажиоландус чу сарацинския език от Карл, той се удиви много на това. Защото, когато Карл бил младеж, е бил сред езичниците в града, който се нарича Толетум (Толедо), и е научил езика на сарацините в този град. | “ |

### Облекло
Карл обикновено носи традиционно, ненабиващо се на очи франкско облекло, описано от Айнхард по следния начин:
| „ | Той носеше народна носия – т.е. франкска. Долни дрехи и риза носеше от лен. Отгоре имаше туника с копринени кенари и панталони. Зимно време покриваше гърдите и плещите си с пелерина от кожи на видри и самури. Над всичко това носеше сива мантия и винаги на кръста си имаше меч, чиято превръзка и дръжка бяха от злато и сребро. Чуждестранни дрехи, дори и най-красивите, отхвърляше и не търпеше да се облича в тях... | “ |

Все пак Айнхард отбелязва, че Карл Велики на два пъти е обличал пищни чуждестранни одежди, и на двата пъти в Рим. Първият – когато е сложил римска туника, хламида и обувки по искане на папа Адриан I, вторият – за да удовлетвори Лъв III, наследника на Адриан.
На големи празници, той слага извезано облекло със скъпоценни камъни, каквито има и по и обувките. За такива случаи носи златна катарама на мантията си и се появява с голямата си корона, но обичайно се облича като обикновените франки.

## Биография

### Произход и ранни години
Карл Велики е първият син на Пипин Къси и съпругата му Бертрада от Лаон. Пипин Къси е първият представител на династията на Каролингите, обявил се за крал на Франкското кралство, след като хора от рода от няколко поколения управляват страната като майордоми на меровингските крале. Бертрада е франкска благородничка, дъщеря на графа на Лан.
Историческите източници сочат като братя и сестри на Карл само неговия бъдещ съвладетел – Карломан, Гизела, която по-късно е монахиня, и починалия като дете Пипин. В някои предания Редбурга, полулегендарната съпруга на крал Егбърт Уесекски, е сочена за негова сестра (или за негова балдъза или племенница). Според други легенди негова сестра е Берта, майка на Роланд.
Традиционно се приема, че Карл Велики е роден на 2 април 742 година. Тази дата е получена чрез преизчисление от датата на смъртта му и за нея няма потвърждение от първични източници. Според хрониката „Annales Petaviani“ датата на раждане е 2 април 747 година, но това сведение е съмнително, тъй като тази дата се пада на Великден, а подобно съвпадение би предизвикало повече коментари на съвременници. Днес за най-вероятни дати се смятат 1 април 747 година, 15 април 747 година и 1 април 748 година.
Карл най-вероятно е роден в Ерстал, днешна Белгия, владение на баща му в долината на Маас, откъдето произлиза Каролингската династия. След 7-годишна възраст той живее във вилата на баща си в Жюпий сюр Мьоз, днес част от град Лиеж, като селището е смятано за едно от възможните места на неговото раждане. Други често споменавани възможности са Прюм, Дюрен, Гаутинг и Аахен.
Карл Велики е кръстен на своя дядо Карл Мартел, управлявал като майордом през 717 – 741 година. Името има германски произход (от karlaz – „свободен човек“), но е цитирано в тогавашните източници с латинската форма Carolus или Karolus. По-късно от името на императора произлиза думата крал в българския език и в много други езици в Източна Европа (на полски: król; на чешки: král; на литовски: karalius; на латвийски: karalis; на унгарски: király; на сръбски: kralj/краљ; на руски: король; на турски: kral; на словашки: král).
Сведенията за първите години от живота на Карл Велики са оскъдни. Основният източник на сведения за неговия живот, „Vita Caroli Magni“ на Айнхард умишлено премълчава този период, като не особено значим, както и поради липсата на надеждни източници по времето, когато е писана тази първа биография.
При смъртта на Пипин Къси през 768 година, съгласно франкската традиция кралството е разделено между Карл Велики и брат му Карломан. Карл поема управлението на западните части на държавата, близки до морето (Неустрия, Западна Аквитания, Северна Австразия), а Карломан – на разположените във вътрешността (Южна Австразия, Септимания, Източна Аквитания, Бургундия, Прованс, Швабия, териториите по границата с Италия).
Родословното дърво на Карл Велики
| Пипин Ерсталски (* 635; † 714), франкски майордом | Алпаида († пр. 714), наложница т.нар. Friedelehe | Лиутвин († 717 в Реймс), епископ на Трир, Реймс и Лаон | NN                                           | Мартин, (* 660; † 680), граф на Лаон  | Бертрада Стара, (* 660; † сл. 721)    | NN                            | NN                            |
| Карл Мартел (* 689; † 741), франкски майордом     | Карл Мартел (* 689; † 741), франкски майордом    | Ротруда от Трир (* 690; † 724)                         | Ротруда от Трир (* 690; † 724)               | Хериберт, (* 680; † 747) граф на Лаон | Хериберт, (* 680; † 747) граф на Лаон | Гизела Аквитанска             | Гизела Аквитанска             |
| Пипин Млади (* 714; † 768), крал на франките      | Пипин Млади (* 714; † 768), крал на франките     | Пипин Млади (* 714; † 768), крал на франките           | Пипин Млади (* 714; † 768), крал на франките | Бертрада Млада (* 725; † 783)         | Бертрада Млада (* 725; † 783)         | Бертрада Млада (* 725; † 783) | Бертрада Млада (* 725; † 783) |
| Карл Велики (* 747; † 814), римски император      |                                                  |                                                        |                                              |                                       |                                       |                               |                               |

### Самостоятелно управление
Карломан умира на 4 декември 771 г., оставяйки Карл Велики начело на отново обединеното Франкско кралство. През цялото си управление Карл Велики води непрестанни войни. Той завладява Саксония през VIII век, осъществявайки несбъднатата мечта на Октавиан Август. Той насилствено налага християнството в завладяната страна. Карл Велики иска да завладее и Испания, но не постига голям успех в това начинание.

### Италиански походи

#### Завладяването на Ломбардия
При възкачването си на папския престол през 772 г., папа Адриан I иска връщането на някои градове в бившия Равенски екзархат, в съответствие с обещанието на краля на лангобардите Дезидерий. Дезидерий вместо това овладява някои папски градове и нахлува в адриатическия Пентаполис, напредвайки към Рим. През есента Адриан изпраща пратеници до Карл, настоявайки той да приложи със сила политиката на баща си Пипин. Дезидерий също изпраща свое посланичество, което отрича обвиненията на папата. Пратениците на двете страни се срещат в Тионвил и Карл заема страната на папата. Той незабавно подкрепя искането на Адриан I, а Дезидерий се заклева никога да не го изпълни. Карл Велики и чичо му Бернар преминават Алпите през 773 г. и изтласкват лангобардите обратно към Павия, която след това обсаждат. Карл временно оставя обсадата, за да се справи с Аделхис (син на Дезидерий), който събира армия във Верона. Младият лангобардски принц е преследван до адриатическото крайбрежие и принуден да избяга в Константинопол, където моли за помощ византийския император Константин V.
Обсадата продължава до пролетта на 774 г., когато Карл Велики посещава папата в Рим. Там той потвърждава предоставените от баща му земи, като някои по-късни хроники невярно твърдят, че също така ги разширява, предоставяйки Тоскана, Емилия, Венеция и Корсика. Папата му дава титлата патриций. Карл се завръща в Павия, където лангобардите са напът да капитулират.
В замяна на живота си, те се предават и отварят вратите на града в началото на лятото. Дезидерий е изпратен в абатството Корби, а синът му Аделхис умира години по-късно в Константинопол. Карл по изключение се увенчава с „Желязната корона на Лангобардското кралство“ и принуждава знатните благородници да му отдадат почит в Павия. Единствено херцог Аричис II Беневентски отказва да се подчини и обявява независимост. Карл става пълновластен господар на северна Италия, като крал на лангобардите. През същата година, той напуска полуострова, оставяйки на място няколко франкски графа и гарнизон в Павия.
Все още обаче цари несигурност в Италия – през 776 г. въстават херцозите Хилдепранд Сполетски и Хродгауд Фриулски. Карл Велики се връща обратно от Саксония и побеждава херцога на Фриули в битка, в която Хродгауд е убит. Херцогът на Сполето подписва договор. Техният съзаклятник Аричис не е подчинен, а Аделхис, претендентът във Византия, завинаги остава в Константинопол. Северна Италия е изцяло покорена от Карл.

#### Южна Италия
През 787 г. Карл Велики насочва вниманието си към Беневенто, където Аричис управлява самостоятелно. Франкският крал обсажда Салерно и Аричис приема васална зависимост. Въпреки това, след смъртта му, Беневенто отново се откъсва от Франкското кралство при сина му Гримоалд III, който признава франкското господство, но му е позволено да бъде на практика независим в замяна на защитата на Италия от Византийската империя.

### Войни с маврите

#### Испания – Ронсево
Според мюсюлманския историк Ибн ал-Атир, в парламента на франкския крал в Падерборн пристигат пратеници на мюсюлманските владетели на Сарагоса, Херона, Барселона и Уеска. Управлението на техните земи е застрашено от настъплението на Абд ал-Рахман I, омаядския емир, превзвел вече Кордоба. Тези мавритански, или както още са известни в Европа „сарацински“, владетели предлагат да положат васална клетва към краля на франките в замяна на военна подкрепа. Виждайки възможност да разшири християнския свят, както и собствената си власт, и смятайки, че земите на саксите са напълно завладяна и спокойна област, Карл Велики се съгласява да отиде в Испания.
През 778 г., той застава начело на неустрийската армия, която прекосява западните Пиренеи, докато австразийците, лангобардците и бургундите преминават източната част на планината. Армиите се срещат край Сарагоса и Карл Велики приема васалната клетва на мюсюлманските владетели Сюлейман ал-Араби (на Херона) и Касмин ибн Юсуф. Сарагоса обаче не се предава и в действителност Карл е изправен пред най-трудната битка в живота си – мюсюлманите имат надмощие и го принуждават да се оттегли. Кралят решава да тръгне обратно, тъй като не може да се довери на баските, които е подчинил, превземайки Памплона. Той потегля с войските си от Испания и решава да премине през клисурата Ронсево, където настъпва едно от най-известните събития по време на управлението му. Баските нападат ариергарда и напълно унищожават обоза. В битката при прохода Ронсево са убити много от знатните франки, между които сенешалът Егихард, графът на двореца Анселм и маркграфът на Бретонската марка, Роланд, чиято смърт вдъхновява впоследствие създаването на известната „Песен за Ролан“ (La Chanson de Roland).
През 800 г., на коледната литургия в Рим, папа Лъв III коронясва Карл Велики за император – титла, която не се използва на Запад от абдикацията на Ромул Августул през 476. Макар че титлата подчертава независимостта на Запада от Константинопол, Карл Велики започва да я използва доста по-късно, страхувайки се, че тя ще го постави в зависимост от папата.

#### Италия
Завладяването на Италия също изправя Карл пред сарацините, които по това време контролират Средиземно море. Пипин, неговият син, дълго време е ангажиран с тях в Италия. Карл Велики завладява Корсика и Сардиния, и през 799 г. – Балеарските острови. Островите са често атакувани от сарацински пирати, но до края на царуването на Карл Велики, графовете на Генуа и Тоскана (Бонифаций) ги държат на разстояние с помощта на големи флоти. Карл Велики дори влиза в контакт с халифата в Багдад. През 797 г. (или евентуално 801 г.), халифът Харун ал-Рашид изпраща като подарък на краля азиатски слон на име Абул-Абас и часовник.

#### Испания – Каталония
В Испания борбата срещу маврите продължава с неотслабваща сила през втората половина на управлението му. Неговият син Луи отговаря за испанската граница. През 785 г. хората му завладяват Херона за постоянно и разпростират франкското управление по каталонското крайбрежие – то остава под номинален франкски контрол чак до договора от Корбей през 1258 г. Мюсюлманските управители в североизточната част на Ислямска Испания постоянно въстават срещу властта на Кордоба, и често се обръщат към франките за помощ. Франкските територии в Испания бавно се разширяват до 795 г., когато Херона, Кардона, Осона и Ургел са обединени в новата Испанска марка, в рамките на старото херцогство Септимания.
През 797 г. Барселона, най-големия град в региона, пада в ръцете на франките, когато управителя Зеид въстава срещу Кордоба, но бунтът е неуспешен и Зеид предава града на Карл. Омаядите отнемат обратно града през 799 г. Луи Аквитански тръгва с цялата си армия през Пиренеите и обсажда Барселона в продължение на две години (800 – 801), презимувайки там, докато градът капитулира. Франките продължават натиска си срещу емира в Кордоба и превземат Тарагона през 809 и Тортоса през 811 г. С последното завоевание те достигат до устието на Ебро и това им дава възможност за набези към Валенсия, което през 812 г. принуждава емир Ал-Хакам I да признае завоеванията им.

### Източни походи

#### Саксонски войни
Карл Велики води битки почти през цялото си управление, често начело на елитните си телохранители скара, с легендарния си боен меч в ръка. След тридесет години на война и осемнадесет битки в Саксонските войни, той най-накрая завладява Стара Саксония и започва да покръства саксите в християнството.
Саксите са разделени на четири основни клана в четири отделни района. Най-близко до Аустразия са вестфалите, а най-отдалечени – остфалите. Между тези две групи са енгрите и на север от трите, в основата на Ютландски полуостров, са нордалбингите.
В първата си кампания през 773 г., Карл Велики подчинява енгрите и отсича свещения за тях стълб Ирминсул, близо до Падерборн. Кампанията е прекъсната от първия му поход в Италия. Кралят се връща обратно през 775 г., прекосява Вестфалия и превзема саксонската твърдина Зигбург. След това преминава земите на енгрите, където отново побеждава саксите. Накрая в Естфалия той разгромява друга тяхна войска, а вожда им Хеси принуждава да приеме християнството. Карл се завръща през Вестфалия, оставяйки укрепени лагери в Зигбург и Ересбург, които дотогава са били важни бастиони на саксите. Цяла Саксония, освен Нордалбингия, е под негов контрол, но саксите тепърва започват да оказват съпротива.
По време на похода си в Италия, при който подчинява владетелите на Фриули и Сполето, франкският крал е принуден бързо да се завърне в Саксония (през 776 г.), където бунтовете са унищожили крепостта Ересбург. Саксите отново са стъпкани от франкската войска, но главният им вожд, Видукинд, успява да избяга в Дания, страната на жена му. Карл Велики построява нов лагер в Карлщат. През 777 г., той свиква всеобщо събрание в Падерборн (Падерборнската диета), за да интегрира напълно саксите във франкското кралство. Много сакси са покръстени в християнство.
Самият Айнхард описва действията на Карл така:
| „ | Но твърдостта на краля и неговата настойчивост не можеха да бъдат победени от тяхната (на саксите) измяна. Той оставаше непреклонен в това, което започна и не допускаше никакви техни измами да не останат без наказание. Или сам лично предводителстваше, или изпращаше войска под началството на своите графове, но отмъстяваше за измяната и изискваше от тях съответно удовлетворение, докато най-после, след като разгроми всички съпротивляващи се и подчини всички под властта си, не изсели 10 000 души от тези, които живееха по двата бряга на Елба и не ги разсели из различни краища на Галия и Германия. Войната, проточила се толкова много години, завърши с това, че саксите, след като се отказаха от езичеството и обредите на дедите си, се съгласиха да приемат християнската вяра и тайнства и съединявайки се с франките, да образуват с тях един народ. | “ |

Карл Велики организира империята си в около 700 графства, оглавявани от назначени графове. За да осигури лоялността им, той създава системата на Missi Dominici (пратеници на господаря). При тази система един представител на Църквата и един представител на императора пътуват из различни графства и всяка година се отчитат пред Карл Велики за състоянието им.

### Смърт
Когато Карл Велики умира през 814, той е погребан в катедралата в неговата столица Аахен. Той е наследен от единствения надживял го син, Луи Благочестиви, след управлението на когото империята е разделена между тримата му синове (Лотар – най-големия, Людовик Немски и Карл Плешиви) съгласно франкската традиция. Тези три кралства са основата на по-късните Франция и Свещена Римска империя.

## Семейство
Съпруги:
- Химилтруда (768) връзка
- Герперга (или Дезидерата), (769 – изгонена 770/771), дъщеря на краля на лангобардите Дезидериус, без деца
- Хилдегард (771 преди 30 април; de gente Suaborum, * 758, † 30 април 783), дъщеря на граф Геролд и Има, дъщеря на алеманския dux Хнаби
- Фастрада (октомври 783; † 10 август 794 във Франкфурт на Майн), дъщеря на тюрингски-майн-франски граф Радулф
- Луитгард (794/есента 796; † 4 юни 800), алеманка

Като съжени са познати:
- Маделгард
- Герсвинд
- Регина (800)
- Аделинд (806)

Деца:
от връзката му с Химилтруда:
- Амавдру (Amaudru)
- Пипин Гърбавия (* 770; † 811)

от брака му с Хилдегард:
- Карл (* 772/773, † 811), 788 крал на Неустрия
- Адалхайд (* септември 773/юни 774, † юли/аугуст 774 в Южна Галия)
- Ротруд (* 775, † 6 юни 810), сгодена 781 до 787 с Константин VI
- Карлман като Пипин, крал на Италия (* 777, † 8. Juli 810)
- Луи Благочестиви, крал на Аквитания, император от 814 (* 778, † 840)
- Лотар (* юни/август 778 в Chasseneuil при Poitiers, † 779)
- Берта (* 779/780, † след 14 януари 828), 814 изгонена от двора
- Гизела (* 781 преди май, † след 800)
- Хилдегард (* 782 след 8 юни, † между 1 – 8 юни 783)

от брака му с Фастрада:
- Теодрада (* ок. 785, † 9 януари 844/853), в манастира Шварцах на Майн, преди 814 игуменка на Argenteuil
- Хилтруд (* ок. 787, † след 800)

от непозната жена:
- Хруодхайд (* ок. 787, † сл. 800)

от връзката му с Маделгард:
- Руотхилд († 24 март 852), игуменка на Faremoutiers

от връзката му с Герсвинд:
- Адалтруд

от връзката му с Регина:
- Дрого (* 17 юни 801, † 8 декември 855), 818 ръкоположен, 820 игумен на Luxeuil, 823 владика на Метц, 834
- Хуго (* 802/806, † 14 юни 844), 818 ръкоположен, монах към Charroux, 822/823 игумен на St. Quentin, 836 игумен на Saint-Bertin, 834 – 840 Ерц-канцлер на Лудвиг Благочестиви

от връзката му с Аделинд:
- Теодерих (* 807, † след 818), 818 ръкоположен